# John Crook (Zoologe)

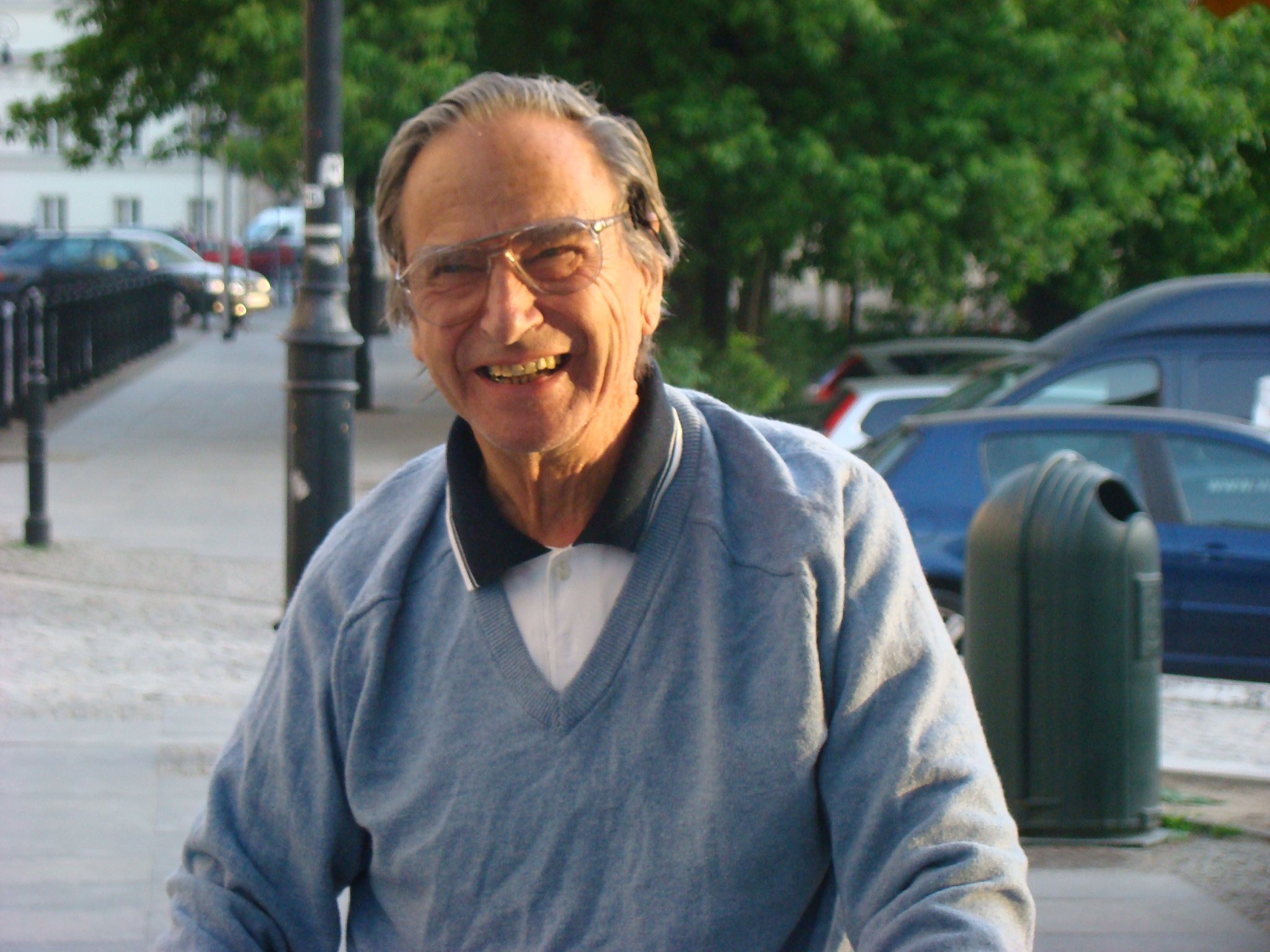
John Crook, Mai 2011

John Hurrell Crook (* 27. November 1930 in Southampton; † 16. Juli 2011 in Somerset, England) war ein britischer Verhaltensforscher und Anfang der 1970er-Jahre ein Vordenker der Soziobiologie. Neben seinen zoologischen Studien betätigte er sich als Lehrer des Chan- bzw. Zen-Buddhismus.

## Werdegang
Nach dem Studium der Zoologie an der Universität von Southampton arbeitete John Crook für seine Doktorarbeit von 1955 bis 1958 an der Universität Cambridge unter Robert Hinde und William Thorpe über Webervögel. Hierzu führte er umfangreiche Freilandbeobachtungen in Indien und auf den Seychellen durch und kam zu der Einsicht, dass das Verhalten der Tiere in starkem Maße durch die Umwelt geformt wird und – anders als seinerzeit vor allem von Konrad Lorenz und Nikolaas Tinbergen vertreten – weniger durch angeborene Auslösemechanismen; das machte ihn zu einem Wegbereiter der Verhaltensökologie. Später studierte er diverse afrikanische Affenarten, und seit den frühen 1960er-Jahren lehrte Crook das Fach Verhaltensforschung an der Fakultät für Psychologie in Bristol.
Im Jahr 1970 schrieb John Crook eine zukunftsweisende Veröffentlichung, in der er der traditionellen vergleichende Verhaltensforschung eine neuartige „Verhaltensforschung sozialer Systeme“ gegenüberstellte, die den Blick weniger auf das Verhalten Einzelner zu richten habe und stattdessen auf soziale Gruppen und auf das Verhalten ihrer Mitglieder zueinander. Fünf Jahre vor Edward O. Wilsons Buch Sociobiology wies er somit den Weg hin zur neuen Forschungsrichtung Soziobiologie.
Nach seiner Emeritierung konzentrierte er sich verstärkt auf seine Interessen am Zen-Buddhismus und leitete u. a. Expeditionen in den Himalaya und nach Ladakh. Gemeinsam mit Stamati Crook analysierte er u. a. die Polyandrie der Tibeter unter verhaltensökologischen Gesichtspunkten.

## Schriften
- Social Behaviour in Birds and Mammals. Essays on the Social Ethology of Animals and Man. Academic Press, London 1970.
- The Evolution of Human Consciousness. Oxford University Press, Oxford 1980.
- World Crisis and Buddhist Humanism: End Games – Collapse or Renewal of Civilisation. New Age Books, 2009, ISBN 978-81-7822-325-4.

## Belege
1. ↑  John Crook obituary. Scientist who studied animal behaviour and Buddhist humanism. Nachruf auf: guardian.co.uk vom 23. August 2011.

| Personendaten    | Personendaten                                                       |
| ---------------- | ------------------------------------------------------------------- |
| NAME             | Crook, John                                                         |
| ALTERNATIVNAMEN  | Crook, John Hurrell (vollständiger Name)                            |
| KURZBESCHREIBUNG | britischer Verhaltensforscher, Lehrer des Chan- bzw. Zen-Buddhismus |
| GEBURTSDATUM     | 27. November 1930                                                   |
| GEBURTSORT       | Southampton                                                         |
| STERBEDATUM      | 16. Juli 2011                                                       |
| STERBEORT        | Somerset                                                            |